# Falculelle
La falculella è un dolce tipico della cucina corsa. 
Originarie di Corte, si preparano essenzialmente mescolando brocciu, tuorlo d'uovo, farina, zucchero e buccia d'arancia. Questa miscela viene poi cotta al forno su foglie di castagno. 